# Siavana repanda
Siavana repanda là một loài bướm đêm trong họ Noctuidae.